# Alto-falante piezoelétrico

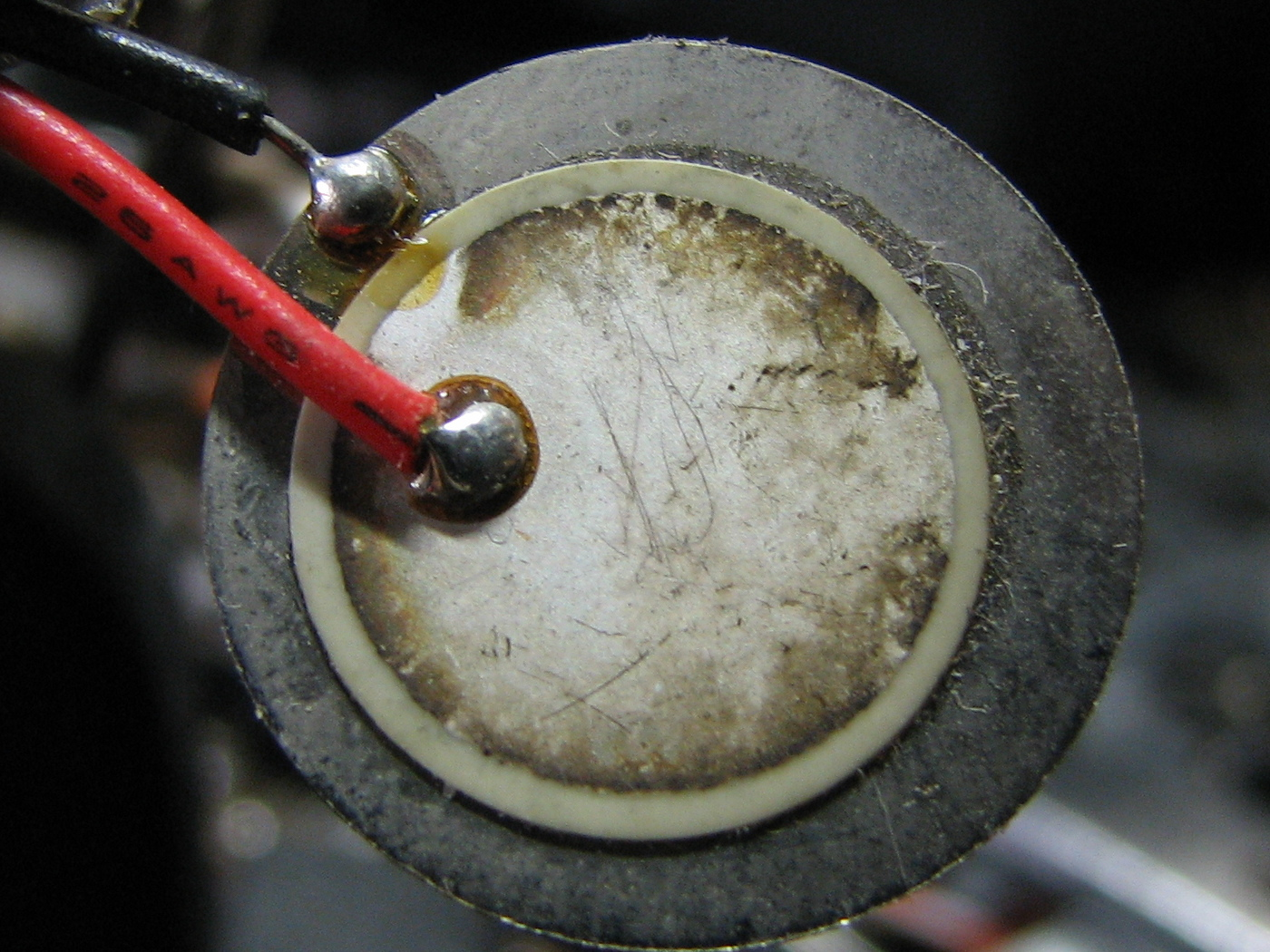
Uma campainha piezoelétrica. O material piezelétrico de cerâmica branca pode ser visto fixo a um diafragma de metal..

Quando fixado a um diafragma metálico e excitado com uma tensão alternada, o diâmetro do disco varia em uma pequena monta, o que faz com que o diafragma se solte, e produz um som muito mais alto.

Alto-falante piezoelétrico (às vezes popularmente chamado "piezo") ou campainha é um alto-falante que usa o efeito piezoelétrico para a geração de som. O movimento mecânico inicial é criado pela aplicação de uma tensão elétrica num material piezoelétrico, e esse movimento é geralmente convertido em som audível usando diafragmas ou ressonadores. Comparado a outros alto-falantes, os alto-falantes piezoelétricos são relativamente fáceis de utilizar; por exemplo, eles podem ser conectados diretamente a saídas TTL, embora drivers mais complexos possam dar som de maior intensidade. Normalmente eles funcionam bem na faixa de 1-5 kHz e até 100 kHz em aplicações de ultra-som.
Alto-falantes piezoelétricos são usados com freqüência para gerar som em relógios digitais de quartzo e outros dispositivos eletrônicos, e às vezes são usados como alto-falantes de frequências agudas (tweeters) em sistemas menos dispendiosos, tais como alto-falantes de computador e rádios portáteis. Eles também são usados para a produção de ultra-som nos sistemas de sonar. Alto-falantes piezoelétricos têm várias vantagens sobre os convencionais: são resistentes às sobrecargas que normalmente destroem a maioria dos drivers de alta frequência, e podem ser usados sem um crossover devido às suas propriedades elétricas. Também há desvantagens: alguns amplificadores pode oscilar durante a condução de cargas capacitivas como a maioria dos piezoeléctricos, o que resulta em distorção ou danos ao amplificador. Além disso, a sua resposta de freqüência, na maioria dos casos, é inferior ao de outras tecnologias, especialmente no que respeita aos graves e médios. Por isso, eles são geralmente usados em aplicações onde o tom e o volume elevados são mais importantes do que a qualidade do som.
Alto-falantes piezoelétricos podem ter saída de alta frequência estendida, e isso é útil em algumas circunstâncias especiais; por exemplo, aplicações de sonar em que variantes piezoelétricas são utilizadas como dispositivos de saída (geração de som subaquático), ou de entrada (agindo como detecção de componentes de microfones subaquáticos). Eles têm vantagens nessas aplicações, pela tipologia sólida de construção, que resiste a água do mar melhor do que uma fita ou cone o fariam.
Em 2013, Kyocera introduziu alto-falantes piezoelétricos de filmes de tamanho médio ultra-finos, com apenas 1 milímetro de espessura e 7 gramas de peso para suas TVs de 55" OLED. Esperam que os alto-falantes também ser usado em PCs e tablets. Além de tamanho médio, há também grandes e pequenas dimensões, que podem produzir semelhantes qualidade de som e o volume dentro de 180 graus. O material altamente responsivo desses alto-falantes fornece melhor clareza os tradicionais alto-falantes de TV.